# Славчо Крумов
Славчо Ангелов Крумов е български строителен предприемач и политик от партия „Възраждане“. Народен представител в XLIX народно събрание. Участвал е в протестите срещу изграждане на трафопост и паркинг пред Минералната баня в район Овча купел.

## Биография
Славчо Крумов е роден на 8 октомври 1975 г. в град София, Народна република България.

## Политическа дейност
На парламентарните избори през 2023 г. е кандидат за народен представител от листата на партия „Възраждане“, 6-и в 25 МИР София. Избран е за народен представител от същия многомандателен избирателен район.